# 周濯街
周濯街（1946年4月16日—）是中国湖北省黄梅县出身的神话小说作家。曾用过“周衍”的笔名发表过一部分小说作品。人称“神话周”。

## 人物介绍
1961年7月1日参加工作，1964年参加中国人民解放军，1976年复员回黄梅，1985年调黄梅县委宣传部工作。1986年开始发表以中国神话为主要题材的长篇小说。曾经担任过湖北省作家协会的主任，湖北省民间文艺家协会副主席等历任。现在担任中国作家协会会员、中国通俗文艺研究会常务理事、中国艺术家交流协会终身会名誉主席、黄冈市作家协会名誉主席、黄梅文联原主席、国家一级作家。享有“中国神话小说大师”、“当代的蒲松龄”、“楚天怪才”、“鄂东鬼才”、“中国长篇传记神话小说之父”等称号。如今他的作品在国内的北京、长沙、武汉、台湾等地区出版了45余部神话小说系列，其中台湾出版的长篇小说24余部，中篇及短篇小说共有800余篇，全部大约3700万字。
其小说和根据其长篇小说改编的电视剧除了在国内发行外，大多也都远销于海外的十多个国家与地区。通过世界最大的图书馆目录“WorldCat”可以查到周濯街共有56部中文长篇小说68种出版物在世界390个图书馆收藏。

## 作品列表

### 中国神话小说系列
- 《中国神话系列之一 鬼中豪杰—钟馗》（团结出版社、1995年2月出版）ISBN 7-80061-577-4
- 《中国神话系列之二 男婚女嫁之神—月老》（团结出版社、1995年2月出版）ISBN 7-80061-580-4
- 《中国神话系列之三 造字之神—仓颉》（团结出版社、1995年2月出版）ISBN 7-80061-579-0
- 《中国神话系列之四 玉皇大帝与观世音》（团结出版社、1995年2月出版）ISBN 7-80061-578-2
- 《中国神话系列之五 玉皇大帝全传》（团结出版社、1995年12月出版）ISBN 7-80061-441-7
- 《中国神话系列之六 七仙女正传》（团结出版社、1995年12月出版）ISBN 7-80061-442-5
- 《中国神话系列之七 绿林青楼之神—白眉》（团结出版社、1995年12月出版）ISBN 7-80061-173-6

### 神仙传系列
- 《妈祖》（团结出版社、1999年2月出版）ISBN 7-80130-195-1/I·6
- 《和合二仙》（团结出版社、1999年2月出版）ISBN 7-80130-198-6/I·7
- 《炎帝》（团结出版社、1999年2月出版）ISBN 7-80130-199-4/I·8
- 《灶王爷》（团结出版社、1999年2月出版）ISBN 7-80130-203-6/I·9
- 《阎王爷》（团结出版社、1999年2月出版）ISBN 7-80130-205-2/I·10

※以上只是该系列的一部分在中国大陆进行销售，全系列在台湾由国家出版社出版发行，已知书目还有《太上老君》、《赤脚大仙》、《月下老人》、《哪吒》、《黄大仙》、《文昌帝君》、《姜子牙》、《玉皇大帝》、《白眉神》、《如来佛》、《观世音》、《文财神》、《關聖帝君》、《人间鬼王》、《济公活佛》、《寿仙麻姑》、《仓颉》、《财神爷》、《弥勒佛》、《钟馗》、《彭祖》、《吕洞宾》、《曹国舅》、《韩湘子》、《蓝采和》、《何仙姑》、《漢鍾離》、《张果老》、《铁拐李》等。

### 民间神祇系列
- 《财神始祖赵公明》（团结出版社、2005年10月出版）ISBN 7-80130-897-2/B·55
- 《笑口常开弥勒佛》（团结出版社、2005年10月出版）ISBN 7-80130-898-0/B·56
- 《逍遥大仙吕洞宾》（团结出版社、2005年10月出版）ISBN 7-80130-899-9/B·57
- 《大慈大悲观世音》（团结出版社、2005年10月出版）ISBN 7-80130-900-6/B·58
- 《房中始祖彭祖》（团结出版社、2005年10月出版）ISBN 7-80130-901-4/k·278

### 其它作品
- 《精忠岳家拳（旅游本通俗读物）》（群益堂、1985年6月出版）统一书号：10108·113
- 《财神爷赵公明》（岳麓书社、1994年2月出版）ISBN 7-80520-441-1
- 《小儿之神项托》（湖北少年儿童出版社、1998年12月出版）ISBN 7-5353-1952-1/I.358
- 《财神到》（中国文学出版社、2000年2月出版）ISBN 7-5071-0533-9
- 《仓颉字典 收集13052个标准系列常驻字及477个广东俗字》（团结出版社、1995年2月出版）ISBN 7-80061-579-0
- 《东方和平天使王昭君（上卷）》（周濯街、郝存柱、姜子夫 编著、内蒙古教育出版社、2006年12月出版）ISBN 7-5311-6703-4/G·6194
- 《东方和平天使王昭君（中卷）》（周濯街、郝存柱、姜子夫 编著、内蒙古教育出版社、2006年12月出版）ISBN 7-5311-6703-4/G·6194
- 《东方和平天使王昭君（下卷）》（周濯街、郝存柱、姜子夫 编著、内蒙古教育出版社、2006年12月出版）ISBN 7-5311-6703-4/G·6194
- 《天仙配》（熊诚、曾有情、周濯街 著、文化艺术出版社、2007年10月出版）ISBN 978-7-5039-3402-5
- 《黄梅戏第一代宗师—邢绣娘》（当代文艺出版社、2008年8月出版）ISBN 978-962-278-296-9
- 《麻姑》（长江文艺出版社、2010年5月出版）ISBN 978-7-5354-4457-8
- 《义民杨清江》（周濯街、杨淦 著、花城出版社、2011年2月出版）ISBN 978-7-5360-6196-5

## 影视改编
- 《新天仙配》：根据《七仙女正传》改编的1997年电视剧。
- 《财神到》：根据《财神爷赵公明》改编的1999年电视剧。
- 《天仙配》：根据《七仙女正传》改编的2007年电视剧，也是《新天仙配》的翻拍版。
- 《黄梅戏宗师传奇》：根据《黄梅戏第一代宗师—邢绣娘》改编的2012年电视剧。
- 《妈祖》：根据同名小说《妈祖》改编的2012年电视剧。
- 《麻姑献寿》：根据小说《麻姑》改编的2014年电视剧。

## 相关书籍
- 《周濯街及其神话故事》（主编：石雪峰、中国文联出版社、2006年6月出版）ISBN 7-5059-4616-1